# Dystactula
Dystactula es un género de las mantis, de la familia Mantidae, del orden Mantodea, con las siguientes especies:

## Especies
- Dystactula grisea
- Dystactula kaltenbachi
- Dystactula natalensis